# あたしゃ川尻こだまだよ
『あたしゃ川尻こだまだよ』（あたしゃかわしりこだまだよ）は、川尻こだまによるエッセイ漫画作品。単行本はKADOKAWAより刊行されている。
川尻が2020年9月よりTwitterで公開していた日記のような漫画であり、2021年からは『川尻こだまのただれた生活』（かわしりこだまのただれたせいかつ）のタイトルでAmazon Kindleにて自費出版の電子書籍を配信している。「次にくるマンガ大賞2021」ではWebマンガ部門で11位を獲得した。
単行本化については当初「しがらみが面倒くさい」ため考えていなかったが、Kindleでの電子書籍公開に際してアニメ化のオファーを貰ったことで、アニメに関わる契約を結ぶために出版社からの書籍化を決定させたという。

## 作風
あまり外に出ないため食に関する話が多くなっていると川尻本人は語っており、食に貪欲な世界観や、独特の擬音語が人気を博している。
Kindle版を出すにあたり、タイトルを考える必要があったため、他では見かけないようなものにしようと命名され、他の案はグルメに偏っていたため、総合的な内容にできるように『川尻こだまのただれた生活』になった。

## 登場人物
川尻 こだま（かわしり こだま）
声 - 悠木碧
作者。河童の姿で描かれている。
天啓猫（てんけいねこ）
声 - 速水奨
天啓を授ける際に現れる存在。

## 書誌情報
- 川尻こだま 『あたしゃ川尻こだまだよ』 KADOKAWA、既刊3巻（2024年1月4日現在）
  1. 2021年11月5日発売[9]、ISBN 978-4-0468-0828-8
  2. 2022年8月8日発売[10]、ISBN 978-4-0468-1498-2
    - アニメBD＆ラバーストラップ付き特装版（同日発売[11]）、ISBN 978-4-0468-1499-9

  3. 2024年1月4日発売[12]、ISBN 978-4-0468-3084-5

## テレビアニメ
『あたしゃ川尻こだまだよ〜デンジャラスライフハッカーのただれた生活〜』（あたしゃかわしりこだまだよ デンジャラスライフハッカーのただれたせいかつ）のタイトルで、フジテレビの番組『EXITV〜FODの新作・名作をPon!Pon!見せまくり!〜』内にて2022年1月14日から8月12日まで放送された。全24話。Blu-rayは単行本2巻の特装版に付属。

### スタッフ
- 原作 - 川尻こだま[7]
- 監督 - 金子伸吾[7]
- キャラクターデザイン・総作画監督 - 高野やよい[7]
- 美術監督 - 中村千恵子[7]
- 色彩設計 - 秋元由紀[7]
- 撮影監督 - 塩川智幸[7]
- 編集 - 黒澤雅之[7]
- 音響監督 - 山田陽
- 音響制作 - サウンドチーム・ドンファン
- 音楽 - yuma yamaguchi[7]
- 音楽制作 - フジパシフィックミュージック
- チーフプロデューサー - 高瀬透子
- アニメーションプロデューサー - 渡部正和
- アニメーション制作 - ラパントラック[7]
- プロデューサー - 岡安由夏、榎本有希
- 制作 - ただれた生活委員会

### 主題歌
「ナイトホリック」
UROMTによる主題歌。作詞・作曲・編曲は栗山夕璃。

### 各話リスト
| 話数 | サブタイトル                           | 絵コンテ   | 演出       | 初放送日       |
| ---- | -------------------------------------- | ---------- | ---------- | -------------- |
| #1   | あたしゃ川尻こだまだよ                 | 金子伸吾   | 高野やよい | 2022年 1月14日 |
| #2   | ただれた生活                           | 高野やよい | 高野やよい | 1月21日        |
| #3   | いなげやの話                           | 金子伸吾   | 高野やよい | 1月28日        |
| #4   | チャーシュー麺ダイエット               | 金子伸吾   | 高野やよい | 2月4日         |
| #5   | 町中華                                 | 金子伸吾   | 石川奨士   | 2月11日        |
| #6   | バレンタインデー                       | 金子伸吾   | 高野やよい | 2月18日        |
| #7   | コーヒー                               | 金子伸吾   | 高野やよい | 2月25日        |
| #8   | からあげがある生活                     | 金子伸吾   | 高野やよい | 3月4日         |
| #9   | 戦略的撤退                             | 金子伸吾   | 高野やよい | 3月11日        |
| #10  | オギャバブ日                           | 金子伸吾   | 石川奨士   | 4月8日         |
| #11  | マルチタスク術                         | 金子伸吾   | 高野やよい | 4月15日        |
| #12  | パック寿司の食べ方                     | 金子伸吾   | 石川奨士   | 4月22日        |
| #13  | 無計画茹でウィンナー                   | 金子伸吾   | 高野やよい | 5月6日         |
| #14  | 圧力鍋の思い出                         | 金子伸吾   | 高野やよい | 5月13日        |
| #15  | 住んでる町のたのしい仲間たち           | 金子伸吾   | 高野やよい | 5月20日        |
| #16  | おじさん                               | 金子伸吾   | 石川奨士   | 6月3日         |
| #17  | 箱ラーメン、1玉茹でるか？2玉茹でるか？ | 金子伸吾   | 石川奨士   | 6月10日        |
| #18  | 認知シャッフル睡眠法                   | 金子伸吾   | 高野やよい | 6月17日        |
| #19  | レトルトカレー                         | 金子伸吾   | 石川奨士   | 6月24日        |
| #20  | コンセントレーション                   | 金子伸吾   | 高野やよい | 7月8日         |
| #21  | 実家の話                               | 金子伸吾   | 高野やよい | 7月15日        |
| #22  | はじめてのコメダ珈琲                   | 金子伸吾   | 金子伸吾   | 7月22日        |
| #23  | 宅配ピザの持ち帰り                     | 金子伸吾   | 石川奨士   | 8月5日         |
| #24  | 最後の晩餐                             | 金子伸吾   | 高野やよい | 8月12日        |

### 放送局
| 放送期間                | 放送時間                     | 放送局             | 対象地域   | 備考                                                           |
| ----------------------- | ---------------------------- | ------------------ | ---------- | -------------------------------------------------------------- |
| 2022年1月14日 - 8月12日 | 金曜 1:25 - 2:25（木曜深夜） | フジテレビ         | 関東広域圏 | 製作参加 / 『EXITV〜FODの新作・名作をPon!Pon!見せまくり!〜』内 |
|                         |                              | 岩手めんこいテレビ | 岩手県     | 『EXITV〜FODの新作・名作をPon!Pon!見せまくり!〜』内            |
| 2022年7月7日 -          | 木曜 22:00 - 22:05           | AT-X               | 日本全域   | CS放送 / リピート放送あり                                      |

| 配信開始日    | 配信時間  | 配信サイト | 備考             |
| ------------- | --------- | ---------- | ---------------- |
| 2022年1月14日 | 金曜 更新 | FOD        | 12話一挙先行配信 |
|               |           | TVer GYAO! | 1週間無料配信    |

## ゲーム
iOS/Android⽤シミュレーションゲーム『こだま日記』がポラリスエックスより2022年9月に配信予定だったが、後に同年10月中旬予定へと延期されたことが告知された。さらに同年12月にリリース時期を2023年3月に延期することが発表された。
2023年3⽉23⽇、配信が開始された。